# توتالي راد
توتالي راد (بالإنجليزية: Totally Rad)، هي لعبة فيديو يابانية، من إنتاج وتطوير شركة آيكوم، والتي نشرها شركة جاليكو، صدرت في اليابان وأوروبا سنة 1990، ثم صدرت في الولايات المتحدة سنة 1991، وتعمل حصرياً على منصة نينتندو إنترتينمنت سيستم، ونوعها أكشن ومنصات.

## مصدر
1. ↑  Totally Rad Release Information for NES، غيم فاكس، مؤرشف من الأصل في 2012-07-07، اطلع عليه بتاريخ 2013-09-06

## الوصلات الخارجية
- Official website at Jaleco (باليابانية)
- Totally Rad at موبي غيمز
- The Rad Project - A comparison of the original Japanese version with the Western revision.
- Totally Rad Game Review (With Cut Scenes) - A complete transcript of the game's cut scenes and storyboard side-by-side with a game review.
- Totally Rad instruction manual